# Секс у космосі

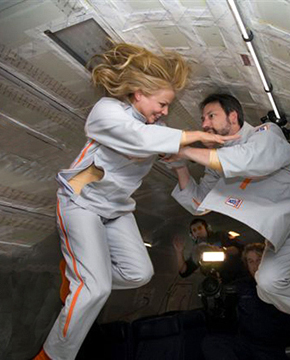
Акторка Ванна Бонта з її чоловіком в 2suit в момент мікрогравітації під час польоту в G-Force One для зйомок серії документальних фільмів «Загадки Всесвіту» (третій сезон, четверта серія: «Секс у космосі»)

Секс у космосі — статевий акт в умовах невагомості чи екстремальному середовищі космічного простору. Мала гравітація впливає як на фізіологічні процеси, так і на фізичну взаємодію партнерів. З іншого боку, якщо ж пара рухається відносно інших навколишніх об'єктів, це може призвести до зіткнень. Також існують припущення, що запліднення та вагітність у позаземних умовах можуть бути проблематичними.
Тема сексу в космосі набуває вагомості у світлі довготермінових місій із дослідження та проектів освоєння космосу як колонізації Місяця чи Марса. Вчений Стівен Гокінг заявив у 2007 році, що можливо саме виживання людства буде залежати від успішності подолання жорстких умов космічного простору.

## Проблематика
Навіть якщо космічні агентства публічно рідко піднімають тему сексуальних відносин між космонавтами, питання сексу під час майбутніх довготривалих космічних місій стає предметом досліджень. Місія до Марса запланована НАСА може тривати для екіпажу з шести до восьми осіб близько 30 місяців. У таких умовах тісних стосунків на думку Національної академії наук США не уникнути. На думку антрополога Університету Південної Каліфорнії Лоуренса Палінкаса питання статевих відносин при тривалих місіях неможливо замовчати. Пол Рут Вольпе, біоетик Пенсільванського університету та радник НАСА з 2001 року, стверджує, що раніше чи пізніше космічна агенція мусить зайнятися цією темою.
Вже у 1973 році Айзек Азімов піднімав питання пов'язаних з сексом можливостей та ризиків. У 1976 році в Радянському Союзі з'явилася публікація про органи розмноження щурів після космічного польоту. Павло Моргунов, прес-секретар російського Інституту медико-біологічних проблем, підтвердив у 2007 році, що статевий акт та пов'язане з ним розмноження становлять проблему, яку необхідно буде розв'язати в майбутньому. Фізик та науковий фантаст Артур Кларк заявив, що: «Невагомість призведе до нової форми еротики». На думку експертів бажаним наслідком сексу стало би збагачення та збалансування нудних буднів довготривалих місій. Поряд з біологічними аспектами при розмноженні необхідно розглядати також і етичні питання. Оскільки далекою метою космічних польотів є знаходження та заселення планет, придатних для життя поза Сонячною системою, може стати необхідним розмноження для збереження біологічного виду під час польотів тривалістю в десятиліття.

## Фізіологічні аспекти
Під час космічних польотів були помічені численні фізіологічні зміни, багато з яких можуть впливати на секс та розмноження, хоча залишається незрозумілим, чим саме викликані ці зміни — зміною гравітації, радіацією, шумом, вібрацією, ізоляцією, порушеним циркадним ритмом, стресом чи комбінацією цих факторів.

### Гравітація та мікрогравітація
Найголовніша проблема при розгляді позаземного розмноження — це відсутність відчутного гравітаційного прискорення. Життя на Землі, а, відповідно, і всі репродуктивні та онтогенетичні процеси всіх наявних видів та їх пращурів розвинулися під постійним впливом земного тяжіння. Внаслідок цього необхідно вивчити як космічне середовище впливає на критичні фази розмноження та розвитку ссавців, а також на процеси пов'язані із заплідненням, ембріональним розвитком, вагітністю, народженням, післяпологового розвитку та батьківської турботи. Гравітація впливає на всі аспекти хребетного розвитку, включаючи клітинну структуру та функціонування, розвиток системи органів та навіть поведінки. Оскільки гравітація регулює експресію генів ссавців, це може мати значні наслідки для успішного продовження роду в позаземних умовах.
Серед досліджень розмноження ссавців в умовах мікрогравітації були експерименти з щурами. І хоча зародок розвивався правильно після повернення до нормальної гравітації, щури, які були вирощені в умовах мікрогравітації не могли випрямлятися. Інше дослідження вивчало запліднення мишей в мікрогравітації. І хоча і в цій, і в контрольній групі народилися здорові миші після повернення до нормальної гравітації, дослідники відмітили, що успішних запліднень було менше в умовах мікрогравітації. Наразі, повністю в умовах мікрогравітації не було вирощено ні мишей, ні щурів.

## Психологічні аспекти
Психологічні наслідки сексу та розмноження під час польотів настільки ж неоднозначні як і пов'язані фізіологічні виклики. У найближчому майбутньому космічні екіпажі будуть відносно малочисельними. Якщо злягання відбудеться між членами екіпажу, це може мати наслідки для відносин серед екіпажу і, тому, на успіх місії та діяльність екіпажу. Психологічне здоров'я, сумісність та спарювання — це все будуть фактори, що визначатимуть відбір екіпажу для довготривалих та позаземних місій.
Любов Сєрова, спеціаліст російського Інституту медико-біологічних проблем в галузі відтворення в умовах космічного польоту, каже, що: «після періоду адаптації до невагомості, люди не потребуватимуть для сексу в космосі ніяких спеціальних приладів, ніяких еластичних ременів чи надувних труб», а також, що: «ми вивчаємо вплив невагомості на репродуктивні функції тіл самців та самиць на прикладі ссавців, особливо щурів». Загальний висновок, що секс у космосі не являє собою фізичної проблеми та, що особи достатньо мотивовані для участі в космічному польоті не будуть відволікатися через секс.

## Дослідження
Наскільки відомо, ще не проводилися дослідження статевого акту в космосі між людьми. Також немає жодної інформації щодо сексу між космонавтами, який відбувся. У 2001 році російський космонавт Талгат Мусабаєв заявив в інтерв'ю «Російській газеті», що, незважаючи на плітки, ніякого сексу в космосі не було. Німецький космонавт Ульріх Вальтер сказав у 2011 році: «Будьте спокійні, сексу в шатлі та в американській частині космічної станції ніколи не відбувалося».
У 2010 році наробила шуму розповідь науково-популярного письменника П'єра Колера в книжці «La Dernière Mission», про яку також писала газета «Ґардіан». При цьому посилалися на документ НАСА (№ 12-571-3570), який було опубліковано 28 листопада 1989 року групою Usenet (alt.sex) і відповідно до якого у 1996 році космонавтами на одному з польотів космічних човників тестувалися різноманітні позиції для сексу. Доповідь НАСА виявилася пізніше містифікацією. Вже в березні 2010 року прес-секретар НАСА Браян Уельх назвав документ міськими легендами.
Все ж, статеві акти в космосі часто досліджувалися на тваринах. Так, російські науковці дослідили вплив невагомості на сексуальне життя тварин на борту космічного апарата Фотон-М. Супутник транспортував ящірок, плодових мух та мікробів. Він стартував 19 липня 2014 року та залишився в космосі (близько 500 кілометрів над поверхнею Землі) лише шість тижнів замість запланованих восьми. Мухи розмножилися; ящірки замерзли внаслідок технічних проблем.

## Регламент
Не існує жодних розпоряджень, які би однозначно стосувалися теми сексу на борту. Відповідно до «Кодексу професійної відповідальності космонавтів», космонавти НАСА зобов'язані поводитися з гідністю. «Кодекс поведінки екіпажу» Міжнародної космічної станції вимагає наступне: «Жоден член екіпажу МКС не повинен показувати своєю поведінкою, що віддається перевага певним особам під час місії». У керівництві НАСА щодо здоров'я команди опублікованому в 2007 році тема сексу не піднімалася. Річард Уільямс, відповідальний за здоров'я космонавтів, ухилявся від роз'яснення з обґрунтуванням, що статевий акт непов'язаний зі здоров'ям у космосі, а радше є питанням поведінки і тому входить в компетенцію інших колег.

## Реалізація статевого акту
Невагомість призведе до значного ускладнення статевого акту в космосі. Відповідно до Ульріха Вальтера, статевий потяг у перші дні перебування в космосі значно знижений, допоки не встановиться гормональний баланс відповідно до нових умов: «Під час десятиденного польоту в космічному човнику ми думали про все, окрім одного». Невагомість призводить до надлишку крові у верхній частині тулуба, що викликає недомагання та головні болі. Зокрема, голова здувається і має на приблизно 10 % більший охват ніж на Землі.
Поряд із загальним поганим самопочуттям у космосі, гірший кровообіг нижньої частини тулуба чоловіків може призводити на думку Гаральда Леша до проблем з ерекцією. Однак, навіть якщо ерекція після адаптації до умов і настане, можуть виникнути проблеми з виконанням статевого акту через недостатнє зчеплення. Біолог Асена Адреадіс з Массачусетського університету пояснила британській газеті Дейлі Мейл: «Займатися сексом у невагомості надзвичайно важко, бо немає ніякого зчеплення і до того ж ти постійно зіштовхуєшся зі стінами». Через штовхальні рухи партнерів буде відштовхувати одне від одного. Статевий акт можливий лише із застосуванням допоміжних матеріалів. Так, пропонується надувний тунель, куди пара ковзає. Пару можна також зв'язувати еластичними ременями. Уже в 1992 році вчителька з Істона в Массачусетсі запропонувала конструкцію з таких ременів, які мали би уможливити статевий акт у невагомості. Реймонд Нунан з Інституту сексу в Нью-Йорці заявив, що використання цієї системи могло би бути корисним для зменшення літного стресу космонавтів.
Іншими пропонованими варіантами є прив'язування одного з партнерів до рейки, у той час як інша, активна особа, може вільно рухатися тримаючись за інші рейки. Також обговорювалися альтернативні моделі, коли за аналогією до спарювання дельфінів парі допомагає третя особа. Для запобігання зменшенню кров'яного тиску в ногах радянською космічною агенцією були розроблені штани низького тиску. Використання таких штанів повинно значно посилити сексуальне збудження.

## Ризик запліднення
Статевий акт у космосі викликає також питання етичного характеру. Так, російський космонавт Талгат Мусабаєв заявив, що секс не повинен відбутися через невідомі ризики при можливій вагітності: «Ми не знаємо, які будуть наслідки для зародку».
Керрі Уолтон, Нью-Йоркський невролог, хоча і вважає, що зачаті та народжені в космосі діти будуть життєздатними, однак не на Землі. На його думку, м'язи, серце, імунна система та кістки будуть недостатньо міцними для виживання. Відомо, що перебування на космічних станціях протягом місяців може значно шкодити дорослому людському тілу (перед усім м'язам та кісткам). Можна очікувати, що ще більша шкода буде заподіяна дітям під час їхнього росту. Важко також уявити самі пологи в космосі. Як сказала Асена Адреадіс: «Це пекло, народжувати в невагомості».

## Прецеденти
Випадки сексуальних стосунків у космосі невідомі. Під час восьмимісячної симуляції на Землі життя в космічній станції відбувся випадок сексуального домагання канадської вченої російським членом екіпажу. Лоуренс Палінкас очікує, що при довготривалих місіях у космосі складуться ситуації, подібні до ситуацій при довготривалих перебуваннях на ізольованих дослідницьких станціях в Антарктиці. Там постійно відбуваються сексуальні відносини між членами екіпажу. У вересні 1992 року подружня пара Марк Чарльз Лі та Ненсі Джен Дейвіс здійснили політ в рамках місії Спейс Шаттлу STS-47. Вони одружилися під час підготовки до місії. Щоби виключити можливість сексуального контакту, обидва космонавти працювали в різних змінах. Франк Шетцінг казав у жовтні 2009 року, що були чутки про ніби-то романи між російськими та американськими космонавтами.
У червні 2015 року Pornhub оголосив про плани провести першу порнографічну зйомку в космосі. Для цього запущено краудфандинг-кампанію для фінансування проекту названого «Сексплорейшн» з метою зібрати 3,4 мільйона доларів США за 60 днів. Якщо фільм буде профінансовано, його випуск запланований на 2016 рік після шестимісячного тренування двох виконавців та екіпажу з шести осіб. Хоча компанія заявляє про переговори з багатьма приватними космічними перевізниками, вона відмовилася їх назвати з «остраху, що це може викликати непотрібні негативні наслідки». Стаття в Space.com про цю кампанію відмітила, що у 2008 році, Virgin Galactic відмовилася від пропозиції в один мільйон доларів від неназваної сторони для зйомок порнофільму на борту SpaceShipTwo.
Іспанська компанія Private Media Group зняла фільм Експеримент Уран: частина друга, де відбувається дійсний статевий контакт в умовах невагомості, щоправда, на борту літака. Через складнощі процесу зйомки та обмеження бюджету вийшло відзняти лише 20-секундний сюжет за участі порноакторів Сільвії Сейнт та Ніка Ланга.

## Суспільне сприйняття
Питання сексуального життя в космосі неодноразово піднімається в суспільстві. Письменник Франк Шетцік постійно про це гумористично спекулює у своїх роботах. Йоахім Фухсберґер піднімав тему сексу в невагомості вже у 1985 році перед телевізійною публікою.
Мільярдер Річард Бренсон, котрий хоче пропонувати туристичні космічні польоти на своїх човниках Virgin Galactic та SpaceShipTwo, обіцяє з цими польотами також і сексуальну першість: «Яка пара буде мати першою секс у космосі? Невагомий секс, це було би щось».
Одна з серій документальної телевізійної передачі «Загадки Всесвіту» 2009 року була присвячена «Сексу в космосі» (3-тя серія, 4-й сезон).
Багато з художніх фільмів також піднімали цю тему: «Місячний гонщик», «Халепа на колесах», «Наднова», «Куб 2: Гіперкуб» та «Чужий». До таких фільмів можна також зарахувати «Барбарелла» Роже Вадима.